# Hypocaccus paivae
Hypocaccus paivae är en skalbaggsart som först beskrevs av Thomas Vernon Wollaston 1867.  Hypocaccus paivae ingår i släktet Hypocaccus och familjen stumpbaggar. Inga underarter finns listade i Catalogue of Life.